# Арданово
Арда́ново — село в Кам'янській сільській громаді Берегівського району Закарпатської області України.

## Історія
Згадки 1378: Ardanhaza, інші згадки 1463: Ardanfalva, 1530: Ardanhaza, 1533: Ardan hazza, 1550: Ardanhaza, 1808: Ardánháza, Ardánowá, 1851: Ardányháza (Ardanovo), 1877: Árdánháza, Ardanova, 1913: Árdánháza, 1925: Ardanov, Ardánháza, 1944: Árdánháza, Арданово, 1983: Ардановое, Арданово.
Село Арданово розташоване на річці Мухів Ярок. Перші згадки про нього 1364 рік. Арданово, село під Богославом. Арданово — одне із найдавніших на Іршавщині слов'янських поселень наших далеких предків.
Село розташоване під грядою невисоких гір, які утворюють довгий звивистий хребет, що носить найменування — Гат. Цей хребет неправильною підковою облягає прадавнє село Арданово з його хатами, вулицями, садами та городами, не даючи північним вітрам негативно впливати на помірно-теплий мікроклімат, котрий тут створила дбайлива матінка-природа. А клімат цей особливий, бо недарма ж тут майже на два тижні раніше, ніж, в інших селах, дозрівають ранні черешні та абрикоси, саме тут — під легендарною горою Богослав, котра гордо височіє над самісіньким центром села, наливаються сонячним теплом і пахучим нектаром найсолдші в сливи, які й забезпечують Арданову непохитну славу столиці сливовиці.
На території Арданового знайдено кам'яну шліфовану сокиру та кам'яний диск. На горі Богуслав, що піднімається над селом — городище ранньозалізного віку (культура Гава — Голігради). Досліджувалося експедицією ДЕ в 1962 і 1965 роках. Знайдено в 1867 році бронзовий наконечник спису; в 1886 році — уламок леза меча. В урочищі Федецели — поселення пізньої бронзи та раннього заліза. В урочищі Рокутний в 1890 році знайдено залізні мечі, наконечники списів, акінак скіфського типу та мечі, наконечники списів пшеворської культури. З цієї місцевості походять тетрадрахми Філіпа Македонського.

Виникнення села відноситься до 40-х років XIII століття і пов'язане з будівництвом фортець для захисту від татарських нападників. На той час жителі платили тільки податки власникам Мукачівської фортеці. Перша документальна згадка про Арданове датується 1364 роком. Назва села, напевне, походить від імені одного із його давніх володарів — Ардана. Село часто переходило від одного власника до іншого, з 1495 року воно стало власністю Мукачівської домінії. Селяни повинні були щорічно платити власникам Мукачівського замку по 3 форинти, здавати по 6 овець та головці сиру з двору. Крім того, вони змушені були виконувати панщину, зокрема працювати на панських виноградниках, платити десятину церкві.
У XVI столітті частина жителів села була звільнена від податків та робіт на користь Мукачівського замку, але зате вони повинні були з'являтись на перший виклик начальника Мукачівського замку при повному озброєнні, на коні. В мирний час вони були зв'язківцями.
Арданівські селяни на заклик Ференца II Ракоці, власника Мукачівського замку, взяли активну участь у національно-визвольній війні угорського народу проти монархії Габсбургів у 1703—1711 роках. Після поразки визвольної війни австрійський уряд конфіскував усі володіння дворян, які брали участь у війні. Арданове, власність Ракоці, в 1728 році було передано графу Шен-борну-Бухгейму, який включив його до своєї Мукачівсько-Чинадіївської домінії. Шенборн, намагаючись одержати якнайбільше прибутків від свого нового маєтку, посилює експлуатацію селян. Вирубку і транспортування лісу було повністю покладено на плечі кріпаків; селяни часто скаржились на виснажливу роботу по лісозаготівлях. Крім того, вони змушені були лагодити шляхи, відбувати обозну повинність, виконувати панщину, яка неухильно зростала. Якщо у 1793 році 77 селянських дворів Арданового відробили на панщині 322 дні, то у 1811 році — 4509 днів, що перевищувало норму на 979 днів. Кріпаки відробляли на панщині значно більше днів, ніж належало за урбаріальною реформою другої половини XVIII століття. Внаслідок жорстокої експлуатації селяни-кріпаки втрачали худобу, майно і розорювались, перетворюючись на сільських пролетарів. На початку XIX століття на 85 дворів села припадало всього 48 волів, а 61 двір зовсім не мав тягла.
Крім панщини, кріпаки змушені були щорічно платити поміщикові натуральну данину — десяту вівцю, десятий вулик бджіл, дев'яту частину врожаю, по іці топленого масла, двоє курей, 12 яєць тощо. Поміщик здирав також податок за хату, викуп за випас худоби, за збирання хмизу у панському лісі, за ловлю риби в потоці. У 1811 році селяни внесли до панського двору 4 копи і 9 снопів пшениці, 29 кіп вівса, 55 коблів кукурудзи, 24 кобли картоплі, 276 головок капусти, 60 мітків прядива та 40 іц вина.
У 1865 році один поміщик та 120 заможних селян Арданового володіли майже всіма орними землями, луками, пасовиськами та виноградниками села. Біднота ж змушена була наймитувати, займатися побічними промислами.
Наприкінці XIX — початку XX століття в селі виник ткацький цех по виготовленню килимів, вишиваних рушників, у ньому працювало 30 чоловік. Дещо згодом розпочало діяльність кредитне товариство, що давало за проценти позики селянам та закупляло у населення сливи, із яких на горілчаному заводі варилась «арданівська сливовиця». Було організовано також кошикарню, вироби якої користувались попитом на мукачівському та інших ринках Закарпаття. Тривалість робочого дня для ткачів та кошикарів не визначалась, вони працювали від світанку до пізньої ночі. За переписом 1900 року із 1060 жителів Арданового у сільському господарстві було зайнято всього 376 чоловік.
У 1903 році від Арданового до Дунковиці була прокладена шосейна дорога, що зв'язала село із шляхом Іршава — Мукачеве. Дещо згодом було проведено примітивний водопровід. У 1910 році був закритий ткацький цех. Правда, закриття цеху мотивувалось відсутністю ринку збуту готової продукції. Насправді ткацькі вироби арданівських жінок славились по всій країні. В Угорській енциклопедії за той же рік зазначається: «Арданове — відмінне поселення ткачів, вироби їх — килими, рушники, полотна, штори — високої якості. Народ села тверезий, старанний, хороше господарює».

## Храми
храм Різдва пр. богородиці. 1844. 
Парохія існувала ще 1378 р. Церкву згадано 1692 р. У 1733 і 1798 роках знову згадують дерев’яну церкву.
Впродовж 17 ст. священиками були Федір Поп, Степан Поп і Степан Чупор (близько 1640 р.), Олександр і Федір Попи (1672), Яків і Симон Попи (1680); впродовж 18 ст. – Степан Поп (1704), Федір Гаджеґа (1733), Михайло Гаджеґа (1753), Петро Ребош (1769), Олексій Манайло (1790). На поч XX ст. тут проживало 837 греко-католиків.
Теперішня мурована базилічна церква була збудована за о. Миколи Кофлановича. Стінопис оновлювали ужгородські художники Олег Гораль, Михайло Митрик та Василь Павліщук.
Біля церкви стоїть металева дзвіниця з трьома дзвонами. За церквою – кам’яний хрест з угорським написом.

катакомбний храм
Храм розташований біля підніжжя гори Гат.Вхід до печерного храму вузький, але поволі розширяється. Довжина печери близько 20 метрів. Усередині є джерело води, кам'яний вівтар, місця для світильників. Про існування катакомбного храму розповідали ще сільські старожили. Кажуть, його видовбали у м'якому камені гори монахи-пустельники 400 років в урочищі Саторівня. Це поблизу Богослава: «Печера була дуже гладка. Витесана, ніби балтами. Її розміри були такі: ширина два метри, висота два метри, довжина більше десяти метрів. У кінці печери, на стіні, був витесаний кам'яний хрест. Розміри входу до печери були дуже малими. Заходити туди можна лише напівзігнувшись. Попри стін печери були витесані кам'яні лавиці. Вхід було засипано глиною, яка зсунулася з хащі». 
Архімандрит Василь Пронін стверджує, що монастирі засновували монахи, а не миряне. У XIV ст. і раніше монахи часто селились в печерах… «К тому же известно, что в древности епископы обычно имели свою резиденцию в монастырях, которые находились часто не в очень населеных пунктах. Скорее надо обратить внимание на другое, у древности еписопы не носили названия по народностям, а по месту пребывания». З 1568 по 1597р. мукачівським владикою був Василій ІІ, згадуваний у грамотах 1568—1597 рр. Кондратович Иреней називає його «ардановській» і зауважує, що він і «товариші монахи много страдали от мукачівського пана Жигмунда Раковція». Означення «ардановскій» вказує на те, що він перебував в Арданові, проживав, тут була його резиденція. Тут він жив у місцевому монастирі. Атанасій В. Пекар стверджує: «Не дивно, що культурно-освітнє життя християнських народів почало розвиватися під опікою Церкви, яка зразу почала організовувати серед них народні школи. Школу при Церкві називали ще „домашньою школою“, спочатку при монастирях». Має право на життя гіпотеза, що перша школа в Арданові виникла при монастирі. 
Сільська церква згадується в документах 1692, 1733, 1798 років. Священики, дяки почали навчати у себе вдома кількох здібних хлопців грамоти, головних правд віри й церковного співу. Пізніше при церквах стали виникати так звані парафіяльні школи. Правда, матеріальний стан арданівської парафіяльної школи був занадто бідний, бо весь тягар її утримання тяжів на плечах селян. Та школа була однокласною. Участь у ній, крім дяка, брав і священик, який навчав дітей молитов, катехизму та дещо з біблійної історії. Заняття в школі відбувалися принагідно, коли діти були вільні від праці, переважно зимою, чи під час великого посту. Та в багатьох випадках батьки ще й тоді не посилали своїх дітей на науку. За переказами, під час війни селяни ховалися в церкві від фашистів. У 70-х роках минулого століття печерний храм обвалився.

## Арданівська кріпость
Городище - пам’ятка археології VI-III ст. до н.е. Розташування на північний захід від села на горі “Горотані”. Площа городища 3 га.
На майданчику на вершині гори засвідчено сліди земляних валів, які обрамляють городище із сходу, північного сходу та заходу. Місцями земляні вали збереглись висотою від 1 до 2 м. Біля валів та в центрі пам’ятки виявлено уламки кераміки ранньозалізного віку, які походять від горщиків-зерновиків, мисок та кухлів.
Городище виявлено на прикінці XIX ст. археологом-аматором Тивадаром Легоцьким. У 1961 р. розвідкові розкопки на пам’ятці провела зав. Відділом Державного Ермітажу в м. Ленінграді Смирнова Г.І. Розвідковий матеріал зберігається у фондах Ермітажу (на 1975 р.). Взято під охорону згідно Постанови Ради Міністрів УРСР № 711 від 21 липня 1965 р. Охоронний № : 27
Руйнується Арданівське городище… Люди самовільно добувають камінь з так званого Арданівського кар'єру, тобто з гори, де розташоване городище ІХ століття до нашої ери, яке внесене в реєстр пам'яток археології національного значення. Арданівське городище — розташоване на північно-східній окраїні с. Арданово, в урочищі Богуслав (406 м над рівнем моря). За розміром городище мало овальну неправильну форму, площею 25-га (700 х 350 м). З трьох боків урочище обмежене валом (півночі, сходу і півдня), із заходу — природним урвищем. В деяких місцях насип валу досягає 2х метрів. У 2010—2011 роках експедицією Ужгородського національного університету були проведені додаткові дослідження біля с. Арданово (ур. Богуслав) Іршавського району Закарпатської обл. України. Отримані матеріали підтвердили, що Арданівське городище існувало в період X—VIII ст. до н. е., а приблизно через два тисячоліття тут з'явилося нове населення, яке використало гальштатські фортифікаційні споруди.

## Туристичні місця
- історичний потік Мухів Ярок
- храм Різдва Пр. Богородиці
- катакомбний храм. Храм розташований біля підніжжя гори Гат.
- на території села знайдено кам'яну шліфовану сокиру та кам'яний диск.
- На горі Богуслав, що піднімається над селом — городище ранньозалізного віку (культура Гава — Голігради). Досліджувалося експедицією ДЕ в 1962 і 1965 роках. Знайдено в 1867 році бронзовий наконечник спису; в 1886 році — уламок леза меча. На майданчику на вершині гори засвідчено сліди земляних валів, які обрамляють городище із сходу, північного сходу та заходу. Місцями земляні вали збереглись висотою від 1 до 2 м. Біля валів та в центрі пам’ятки виявлено уламки кераміки ранньозалізного віку, які походять від горщиків-зерновиків, мисок та кухлів. Площа городища 3 га.
- В урочищі Федецели — поселення пізньої бронзи та раннього заліза.
- В урочищі Рокутний в 1890 році знайдено залізні мечі, наконечники списів, акінак скіфського типу та мечі, наконечники списів пшеворської культури. З цієї місцевості походять тетрадрахми Філіпа Македонського.
- початку XX століття в селі виник ткацький цех по виготовленню килимів, вишиваних рушників
- горілчана мануфактура знаменитої "арданівської сливовиці"
- обеліск в пам'ять про розстріл чеськими жандармами селян учасників революційного виступу в 1921 р

## Населення
Згідно з переписом УРСР 1989 року чисельність наявного населення села становила 1674 особи, з яких 773 чоловіки та 901 жінка.
За переписом населення України 2001 року в селі мешкало 1615 осіб.

### Мова
Розподіл населення за рідною мовою за даними перепису 2001 року:
| Мова            | Кількість | Відсоток |
| --------------- | --------- | -------- |
| українська      | 1612      | 99.81%   |
| російська       | 2         | 0.13%    |
| інші/не вказали | 1         | 0.06%    |
| Усього          | 1615      | 100%     |

## Пам'ятники
- Обеліск в пам'ять про розстріл чеськими жандармами селян учасників революційного виступу в 1921 р. 7 квітня 1919 року в селі відбулись вибори до сільського директоріуму, було обрано також делегатів до окружної Ради депутатів трудящих. Директоріум зразу ж зайнявся наділенням селян землею із масивів графа Шенборна. Було накреслено ряд заходів по покращанню становища трудящих. Та у квітні 1919 року село було окуповане військами Румунії, на зміну яким у серпні прийшли чехословацькі війська. Все, що було надано населенню під час короткочасного існування Радянської влади, було відмінено. Чеська адміністрація встановила підвищені ціни на паливо, заборонила випас худоби та збирання хмизу в лісах графа Шенборна, ввела податки за землю, садибу і вимагала негайного їх сплачення. Селяни, які напередодні першої світової війни купили у графа пасовиська і частину лісу, відмовились виконувати ці розпорядження. Для обговорення спільних дій у с. Колодному 19 червня 1921 року зібрались жителі 25 сіл Іршавщини; тут же було прийнято рішення добитися повернення відібраної у селян землі. Центром виступу стало Арданове, його керівниками були обрані Олександр Варга, Василь і Михайло Поповичі. Виступ почався 21 червня 1921 року. Цього дня бідняки Арданового вигнали свою худобу на панські пасовиська. Коли окружний лісничий у супроводі кількох жандармів почали стріляти по худобі, селяни роззброїли і побили їх. Наступного дня із Мукачевого в Арданове прибув жандармський загін чисельністю 50 чоловік. За вказівкою місцевого священика та куркулів жандарми заарештували 19 учасників виступу. За умовленим сигналом, 23 червня в Арданове прибули на підмогу загони селян Іршави, Мідяниці та Сільця чисельністю близько 400 чоловік. Але в Ардановому з'явились і військові частини: ескадрон кавалерії, піхотний батальйон та загін кулеметників, які оточили село і почали розправу над беззбройними жителями. У сутичці, яка зав'язалася, було вбито 3 та поранено 30 селян. 40 активних учасників повстання було заарештовано, а решта жителів зігнана на церковну площу і побита палицями та прикладами. Багато селян переховувалось у лісі. Один із чеських службовців писав: «Арданове робило враження вимерлого села, крім кількох старих жінок, немає нікого». У 1967 році в Ардановому на місці виступу селян у 1921 році встановлено меморіальну дошку з написом: «В червні 1921 р. на цій площі відбулося повстання проти гніту поміщиків і капіталістів». Жандарми вчинили криваву розправу над повсталими. Трудящі села Арданового свято бережуть пам'ять про учасників повстання". Обеліск в пам'ять про розстріл чеськими жандармами селян учасників революційного виступу в 1921 р.

## Люди
В селі народився Митрик Михайло Іванович (1933—1999) — український художник.

## Виноски
1. ↑  Див. детальніше статтю: Арданівське городище
2. ↑  http://www.museum-ukraine.org.ua/index.php?go=News&file=print&id=2146%5Bнедоступне+посилання%5D
3. ↑  Кількість наявного та постійного населення по кожному сільському населеному пункту, Закарпатська область (осіб) - Регіон, Рік, Категорія населення , Стать (1989(12.01)). database.ukrcensus.gov.ua. Банк даних Державної служби статистики України. Архів оригіналу за 31 липня 2014. Процитовано 8 листопада 2019. [Архівовано 2014-07-31 у Wayback Machine.]
4. ↑  Кількість наявного населення по кожному сільському населеному пункту, Закарпатська область (осіб) - Регіон , Рік (2001(05.12)). database.ukrcensus.gov.ua. Банк даних Державної служби статистики України. Архів оригіналу за 31 липня 2014. Процитовано 8 листопада 2019. [Архівовано 2014-07-31 у Wayback Machine.]
5. ↑  Розподіл населення за рідною мовою, Закарпатська область (у % до загальної чисельності населення) - Регіон, Рік , Вказали у якості рідної мову (2001(05.12)). database.ukrcensus.gov.ua. Банк даних Державної служби статистики України. Архів оригіналу за 31 липня 2014. Процитовано 8 листопада 2019. [Архівовано 2014-07-31 у Wayback Machine.]